# Collegium Humanum
Collegium Humanum je polská soukromá vysoká škola se sídlem ve Varšavě a pobočkami v Řešově, Poznani, v Česku (Praha, Frýdek-Místek), na Slovensku (Bratislava) a v Uzbekistánu (Andijan).

## Historie
Vysoká škola byla založena na základě rozhodnutí Ministerstva vědy a vysokého školství (Ministerswo Nauki i Szkolnictwa Wyższego) na základě žádosti Institutu mezinárodního studia a vzdělávání Humanum s.r.o. (Insytut Studiów Międzynarodowych i Edukacji Humanum Sp. z o.o.) se sídlem ve Varšavě a byla vepsána do Evidence neveřejných vysokých škol Ministerstva vědy a vysokého školství pod č. 383.
Collegium Humanum je členem Business Graduates Association.
Od roku 2018 škola velmi úzce spolupracovala s českou soukromou vysokou školou Newton. Ta jako možnost magisterského studia nabízela polské studijní programy Collegium Humanum, zároveň ředitelem pražské pobočky Collegium Humanum je Jiří Koleňák, který působí jako prorektor vysoké školy Newton pro strategii a rozvoj. Vysoká škola Newton s Collegium Humanum ukončila spolupráci poté, co se na veřejnost dostaly informace o jejím obchodování s tituly.
V roce 2020 Collegium Humanum obdrželo Pamatečnou medaili „Pro Masovia“ za zvláštní hospodářský, sociální a kulturní přínos pro rozvoj Mazovše.
Od 2020 Collegium Humanum se stalo signatářem PRME (the Principles for Responsible Management Education), jež funguje pod záštitou OSN, fórum předních světových obchodních univerzit, jehož cílem je formování přístupu k sociální odpovědnosti mezi budoucími lídry v oblasti obchodu, politiky a jiných oblastech veřejného života.
Postgraduální studijní obor Executive Master of Business Administration (MBA) v Collegium Humanum získal profesionální úroveň v řebříčku hodnocení programu MBA, fórum 2020 Manažerské vzdělávací asociace (Stowarzyszenie Edukacji Menedżerskiej).
Od 2020 Collegium Humanum je členem CEEMAN, the International Association for Management Development in Dynamic Societies.
V roce 2022 byla škola prošetřována polským Ústředním protikorupčním úřadem kvůli podezření z nelegálního obchodování s diplomy. Časopis Newsweek uvedl, že tituly MBA jsou na Collegium Humanum vydávány v masovém měřítku a rychlým tempem – „studium“ lze absolvovat za dva až tři měsíce.

## Trestní vyšetřování od roku 2024
Jak bylo řečeno výše, v roce 2022 začal polský Newsweek uveřejňovat zprávy o Collegium Humanum fungujícím jako továrna na diplomy. C.H. několikrát žaloval časopis, což přimělo Newsweek k nápravě. Zatímco první vyšetřování začala koncem roku 2022, rozsáhlé stíhání ze strany CBA proběhlo v únoru 2024, přičemž sedm řídících kádrů, mezi nimi rektor P. Czarnecki, bylo zatčeno jako podezřelé zločinecké spolčení. Rektor čelí 30 obviněním. Mezi absolventy C.H. jsou stovky státních úředníků a politiků, z nichž mnozí jsou spojeni se stranou PiS, která vládla Polsku do konce roku 2023, a stranou PO, která je součástí vládní koalice od prosince 2023. Kvůli právní změně v roce 2017 se kandidáti pro členství v představenstvu ve společnostech veřejného sektoru muselo přijít s titulem MBA, v mnoha případech vydaným nově založenou společností C.H. během pouhých několika měsíců od zápisu a za zlomek obvyklých nákladů. V roce 2018 byla výrazně zmírněna akreditační pravidla pro postgraduální studium, čímž byl zrušen proces povinného přezkumu. Ministerstvo vysokého školství pracuje na zkouškovém procesu s možným zrušením nezákonných titulů.
Ve Wroclawi a Poznani mají klíčové postavy v městských úřadech, kterým dominovala strana PO, C.H. stupně. Collegium Humanum údajně fungovalo v mezinárodní síti soukromých vzdělávacích institucí pochybné pověsti a mělo pobočky v Rakousku i v několika postkomunistických zemích, mezi nimi v Česku, na Slovensku a v Uzbekistánu.

## Licencjacké (bakalářské) a magisterské studijní obory

### Pobočka v Praze (Česko)
- studium I. stupně (licencjacké (bakalářské) – Management
- studium II. stupně (magisterské) – Management

### Pobočka ve Frýdku-Místku (Česko)
- studium I. stupně (licencjacké (bakalářské) – Pedagogika
- studium II. stupně (magisterské) – Pedagogika
- studium I. stupně (licencjacké (bakalářské) – Sociální práce
- studium II. stupně (magisterské) – Sociální práce

### Pobočka v Bratislavě (Slovensko)
- studium I. stupně (licencjacké (bakalářské) – Management
- studium II. stupně (magisterské) – Management

### Sídlo ve Varšavě (Polsko)
- studium I. stupně (licencjacké (bakalářské) – Management
- studium I. stupně (licencjacké (bakalářské) – Finance a účetnictví
- studium II. stupně (magisterské) – Management
- studium II. (magisterské) – Finance a účetnictví
- jednotné magisterské studium – Psychologie
- jednotné magisterské studium – Právo
- jednotné magisterské studium – Předškolní pedagogika a pedagogika 1. stupně

### Pobočka v Poznani (Polsko)
- studium I. stupně (licencjacké (bakalářské) – Management
- studium II. stupně (magisterské) – Management
- jednotné magisterské studium – Psychologie

### Pobočka v Řešově (Polsko)
- jednotné magisterské studium – Psychologie
- studium I. stupně (licencjacké (bakalářské) – Pedagogika
- studium II. stupně (magisterské) – Pedagogika

### Pobočka v Andijanu (Uzbekistán)
- studium I. stupně (licencjacké (bakalářské) – Management
- studium II. stupně (magisterské) – Management

## Postgraduální studijní obory
- Executive Master of Business Administration (MBA)
- Executive Master of Business Administration (MBA) – Management ve zdravotnictví
- Executive Master of Business Administration (MBA) – Management v IT
- Executive Master of Business Administration (MBA) – Management cestovního ruchu
- Executive Master of Business Administration (MBA) – Management zemědělství
- Executive Master of Business Administration (MBA) – Bezpečnostní management
- Master of Laws (LL.M.) – Obchodní právo
- Doctor of Business Administration (DBA)
- Internetový marketing (e-Marketing a e-Commerce)
- Psychotraumatologie
- Controlling i audit
- HR, finance a mzdy
- Výchova ke zdraví
- Monitorování klinického výzkumu
- Inspektor Ochrany osobních údajů (IOD)

## Vydavatelství
Vysoká škola publikuje vědecké časopisy:
- Międzynarodowe Studia Społeczno-Humanistyczne Humanum (International Social and Humanities Studies Humanum; Mezinárodní sociálně-humanitární studie Humanum) ISSN 1898-8431, 7 bodů v řebříčku soupisu bodovaných časopisů Ministerstva vědy a vysokého školství (Soupis B č. 992),
- Europejskie Studia Społeczno-Humanistyczne PROSOPON (European Humanities and Social Studies PROSOPON; Evropské sociálně-humanistické studie PROSOPON) ISSN 1730-0266, 6 bodů v řebříčku soupisu bodovaných časopisů Ministerstva vědy a vysokého školství (Soupis B č. 1356),
- Międzynarodowe Studia Humanistyczne Społeczeństwo i Edukacja (International Humanist Studies Society and Education; Mezinárodní humanistické studie společnost a vzdělávání) ISSN 1898-0171, 7 bodů v řebříčku soupisu bodovaných časopisů Ministerstva vědy a vysokého školství (Soupis B č. 1667),
- Język w komunikacji (Language and Communication) ISSN 2084-5111, 5 pkt v řebříčku soupisu bodovaných časopisů Ministerstva vědy a vysokého školství (Soupis B č. 1000).

## Čestní profesoři Collegium Humanum
- prof. Václav Klaus, dr h.c.[36]
- prof. Andrzej Kraśnicki, dr h.c.